# Chloris (növénynemzetség)
A Chloris az egyszikűek (Liliopsida) osztályának perjevirágúak (Poales) rendjébe, ezen belül a perjefélék (Poaceae) családjába tartozó nemzetség.

## Rendszerezés
A nemzetségbe az alábbi 63 faj tartozik:
- Chloris affinis Caro & E.A.Sánchez
- Chloris amethystea Hochst.
- Chloris andropogonoides E.Fourn.
- Chloris anomala B.S.Sun & Z.H.Hu
- Chloris arenaria C.L.Hitchc. & Ekman
- Chloris barbata Sw.
- Chloris berazainiae Catasús
- Chloris berroi Arechav.
- Chloris boivinii A.Camus
- Chloris boliviensis Renvoize
- Chloris bournei Rang. & Tadul.
- Chloris × brevispica Nash
- Chloris burmensis D.E.Anderson
- Chloris canterae Arechav.
- Chloris castilloniana Parodi
- Chloris ciliata Sw.
- Chloris clementis Merr.
- Chloris cruciata (L.) Sw. - típusfaj
- Chloris cubensis C.L.Hitchc. & Ekman
- Chloris cucullata Bisch.
- Chloris diluta Renvoize
- Chloris divaricata R.Br.
- Chloris ekmanii C.L.Hitchc.
- Chloris elata Desv.
- Chloris exilis Renvoize
- Chloris filiformis (Vahl) Poir.
- Chloris flabellata (Hack.) Launert
- Chloris formosana (Honda) Keng
- Chloris gayana Kunth
- Chloris halophila Parodi
- Chloris humbertiana A.Camus
- Chloris jubaensis Cope
- Chloris lamproparia Stapf
- Chloris lobata Lazarides
- Chloris mearnsii Merr.
- Chloris mensensis (Schweinf.) Cufod.
- Chloris montana Roxb.
- Chloris mossambicensis K.Schum.
- Chloris orthonoton Döll
- Chloris paniculata Scribn.
- Chloris parvispicula Caro & E.A.Sánchez
- Chloris pectinata Benth.
- Chloris pilosa Schumach. & Thonn.
- Chloris pumilio R.Br.
- Chloris pycnothrix Trin.
- Chloris radiata (L.) Sw.
- Chloris robusta Stapf
- Chloris roxburghiana Schult.
- Chloris ruahensis Renvoize
- Chloris rufescens Lag.
- Chloris sagrana A.Rich.
- Chloris sesquiflora Burkart
- Chloris subdolichostachya C.Muell.
- Chloris submutica Kunth
- Chloris suringarii C.L.Hitchc.
- Chloris texensis Nash
- Chloris truncata R.Br.
- Chloris ventricosa R.Br.
- Chloris verticillata Nutt.
- Chloris virgata Sw.
- Chloris quinquesetica Bhide
- Chloris wightiana Nees ex Steud.
- Chloris woodii Renvoize